# Südhang des Thüster Berges
Der Südhang des Thüster Berges ist ein Naturschutzgebiet in der niedersächsischen Gemeinde Salzhemmendorf im Landkreis Hameln-Pyrmont.
Das Naturschutzgebiet mit dem Kennzeichen NSG HA 140 ist 60 Hektar groß. Es liegt innerhalb des Naturparks Weserbergland Schaumburg-Hameln südöstlich von Salzhemmendorf und stellt südwestexponierte, steile Hänge des Thüster Berges unter Schutz. Auf diesen sind auf flachgründig anstehendem Kalkverwitterungsgestein Kalkhalbtrockenrasen und Trockengebüsche als Reste der früheren Bewirtschaftungsform erhalten. Weiterhin befindet sich extensiv genutztes Grünland und naturnaher Laubwald innerhalb des Naturschutzgebietes.
Das Gebiet steht seit dem 10. August 1989 unter Naturschutz. Zuständige untere Naturschutzbehörde ist der Landkreis Hameln-Pyrmont.